# Belgique aux Jeux olympiques d'été de 1952
La Belgique participe aux Jeux olympiques d'été de 1952, à Helsinki, en Finlande. Au total, 135 athlètes (130 hommes et 5 femmes) s'alignent sur 75 compétitions, dans 16 sports. Ils y obtiennent quatre médailles : deux d'or et deux en argent. C'est essentiellement grâce au Cyclisme (3 médailles sur 4) que les représentants d’outre-Quiévrain se hissent en 14e place au rang des nations.

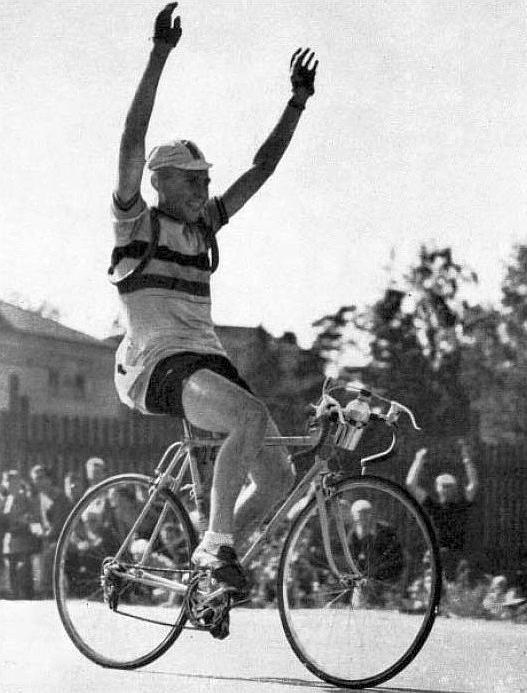
Doublé belge dans l’épreuve de la course en ligne : André Noyelle est champion olympique devant son compatriote Robert Grondelaers.

## Médailles
| Médaille | Discipline | Épreuve            | Athlète                                            | Performance | Date |
| -------- | ---------- | ------------------ | -------------------------------------------------- | ----------- | ---- |
| Or       | Cyclisme   | Course en ligne    | André Noyelle                                      |             |      |
| Or       | Cyclisme   | Course par équipes | Robert Grondelaers, André Noyelle et Lucien Victor |             |      |
| Argent   | Cyclisme   | Course en ligne    | Robert Grondelaers                                 |             |      |
| Argent   | Aviron     | Deux sans barreur  | Robert Baetens et Michel Knuysen                   |             |      |